# Taufbecken Angliers (Charente-Maritime)

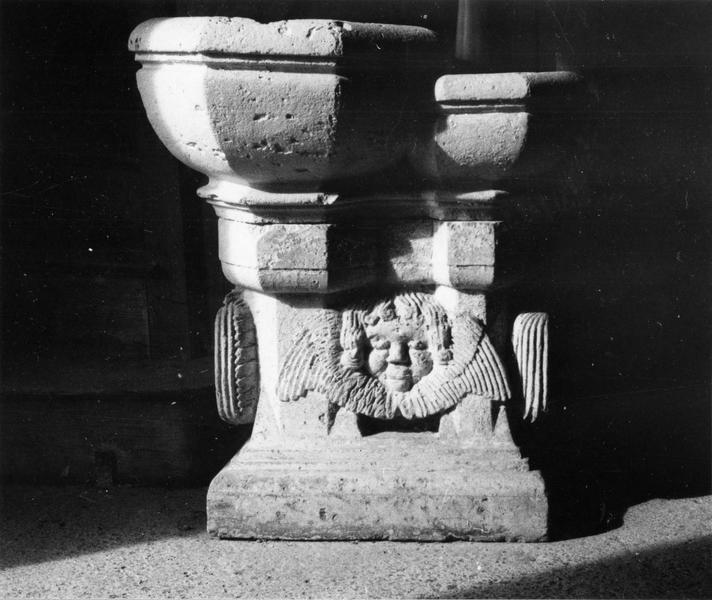
Taufbecken in Angliers

Das Taufbecken in der Kirche St-Pierre in Angliers, einer französischen Gemeinde im Département Charente-Maritime der Region Nouvelle-Aquitaine, wurde 1651 geschaffen. Im Jahr 1979 wurde das Taufbecken als Monument historique in die Liste der geschützten Objekte (Base Palissy) in Frankreich aufgenommen.
Das Taufbecken aus Stein besitzt zwei polygonale Becken mit überstehenden Rändern am oberen Abschluss. Am Sockel ist das Relief eines Engelskopfes zu sehen.
Ein Becken diente zur Aufbewahrung des Taufwassers, das andere wurde für die Taufe genutzt.